# 소서러 (영화)
《소서러》(영어: Sorcerer)는 미국에서 제작된 1977년 액션 스릴러 영화이다. 윌리엄 프리드킨이 연출과 제작을 맡았으며, 로이 샤이더 등이 출연하였다.

## 출연진
- 로이 샤이더
- 브뤼노 크레메르
- 프란시스코 라발
- 아미두
- 레이먼 비어라이
- 카를 욘
- 페테르 카펠
- 프리드리히 폰레데부르
- 조 스피넬
- 장뤼크 비도

## 기타 제작진
- 협력 제작: 버드 스미스
- 미술: 존 복스
- 의상: 앤서니 파월